# Curcubeul îndepărtat
Escape Attempt (în rusă Escape Attempt) este un roman științifico-fantastic scris de Arkadi și Boris Strugațki în 1963. A fost publicat în 1964 de editura Mir și face parte din Universul Amiază.

## Prezentare
Romanul spune povestea catastrofei de pe planeta Curcubeului din anul 2156. 